# Svejen, Plovdiv
Svejen (în bulgară Свежен) este un sat în comuna Brezovo, regiunea Plovdiv,  Bulgaria. 

## Demografie
Componența etnică a satului Svejen
     Bulgari (100%)
     Nicio identificare (0%)
     Altele (0%)
La recensământul din 2011, populația satului Svejen era de 148 locuitori. Din punct de vedere etnic, toți locuitorii erau bulgari.